# 比湿
比湿（ひしつ, 英: specific humidity）とは、大気中に含まれる水蒸気量の表現方法の1つで、湿潤空気（水蒸気を含む空気）の質量に対する水蒸気の質量の割合のこと。質量同士の比なので、無次元量である。単位体積とすれば、密度の比となる。記号はs 、q 、x などを用いる。

## 圧力を用いた表現
水蒸気の質量をmv 、湿潤空気の質量をmw とすると、比湿s は以下の式で定義される：
{\displaystyle s={\frac {m_{\mathrm {v} }}{m_{\mathrm {w} }}}}
これを圧力によって定義しなおすと、次のようになる：
{\displaystyle s=\varepsilon {\frac {e}{p-(1-\varepsilon )e}}}
ここで、e は水蒸気圧、p は気圧、εは密度比といって乾燥空気の分子量に対する水の分子量の比を表す。
εは約0.622で一定であること、また、単位を[g/g]から[g/kg]と解釈しなおすことによって、実用上は次の式が用いられる：
{\displaystyle s=622{\frac {e}{p-0.378e}}}

混合比m = 0.622 e / p を使うと、比湿s は
{\displaystyle s={\frac {m}{1+m}}}
で表される。

## 密度を用いた表現
水蒸気の密度をρv 、湿潤空気の密度をρw 、乾燥空気の密度をρd とすると、比湿s は以下の式で表される：
{\displaystyle s={\frac {\rho _{\mathrm {v} }}{\rho _{\mathrm {w} }}}={\frac {\rho _{\mathrm {v} }}{\rho _{\mathrm {d} }+\rho _{\mathrm {v} }}}}